# Phúc Sơn, Yên Đài
Phúc Sơn (tiếng Trung: 福山区, Hán Việt: Phúc Sơn khu) là một quận của địa cấp thị Yên Đài, tỉnh Sơn Đông, Cộng hòa Nhân dân Trung Hoa. Quận này có diện tích 483 km², dân số 247.600 người. Phúc Sơn giáp Chi Phù về phía đông, Lai Sơn về phía đông nam, Tê Hà về phía tây nam, Bồng Lai về phía tây bắc.